# Beatogordius alfredi
Beatogordius alfredi är en tagelmaskart som först beskrevs av Lorenzo Camerano 1894.  Beatogordius alfredi ingår i släktet Beatogordius och familjen Chordodidae. Inga underarter finns listade i Catalogue of Life.